# Madraça Bu Inania (Fez)
A Madraça Bu Inania ou Madraça al-Bu'inaniya (em árabe: المدرسة أبو عنانية بفاس; romaniz.: al-madrasa ʾAbū ʿInānīya bi-Fās; em francês: Médersa Bou ´Inania) é uma madraça (escola islâmica) situada na almedina de Fez, Marrocos. Considerada um dos melhores exemplos da arquitetura merínida, foi construída entre 1351 e 1357. É a única madraça de Fez que tem um minarete, pois além de escola também funcionava também como mesquita de sexta-feira. O nome deve-se ao seu fundador, o sultão merínida Abu Inane Faris (ou Bu Inane).
A madraça foi a última construída pelos merínidas. O sultão Abu Inane Faris tê-la-ia fundado seguindo os conselhos dos líderes religiosos de Cairuão. A madraça tornou-se uma das instituições religiosas mais importantes de Fez e de Marrocos, tendo também ganhado o estatuto de "Grande Mesquita". Foi renovada no século XVIII e durante o reinado de Solimão (r. 1792–1822) foram reconstruídas várias secções. No século XX sofreu obras de restauro na estrutura, estuques, madeiras e decorações.[carece de fontes?]
Tem várias lojas anexas destinadas ao seu financiamento, bem como vastas latrina ao longo da fachada frontal, que testemunham o seu carácter público. Com as suas bibliotecas e as suas ligações à célebre Universidade al Quaraouiyine, as madraças merínidas contribuíram para que o Magrebe, e em especial Fez, se tornasse um célebre centro intelectual. Ao contrário do que sucede com a generalidade dos edifícios religiosos islâmicos marroquinos, a madraça está aberta a não muçulmanos.

## Arquitetura
A madraça encontra-se num bairro que faz a ligação entre as partes mais antigas de Fez com as merínidas construções posteriores. A planta é irregular, devido ao terreno onde se situa, mas foi respeitada uma certa simetria; apresenta reminiscências dos ivãs, surgidos no Irão e usados no Egito mameluco à data da construção da madraça.[carece de fontes?]

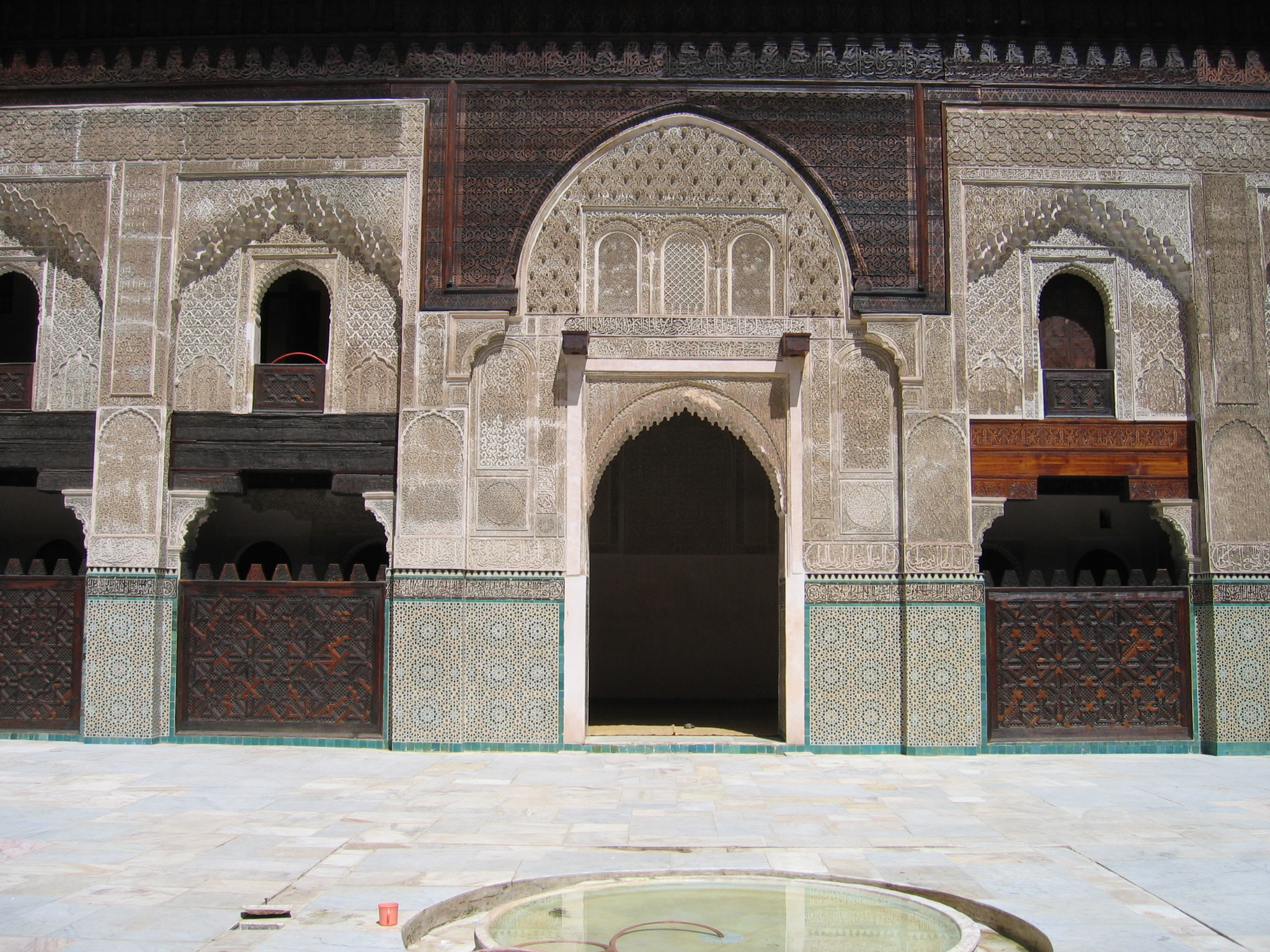
Pátio

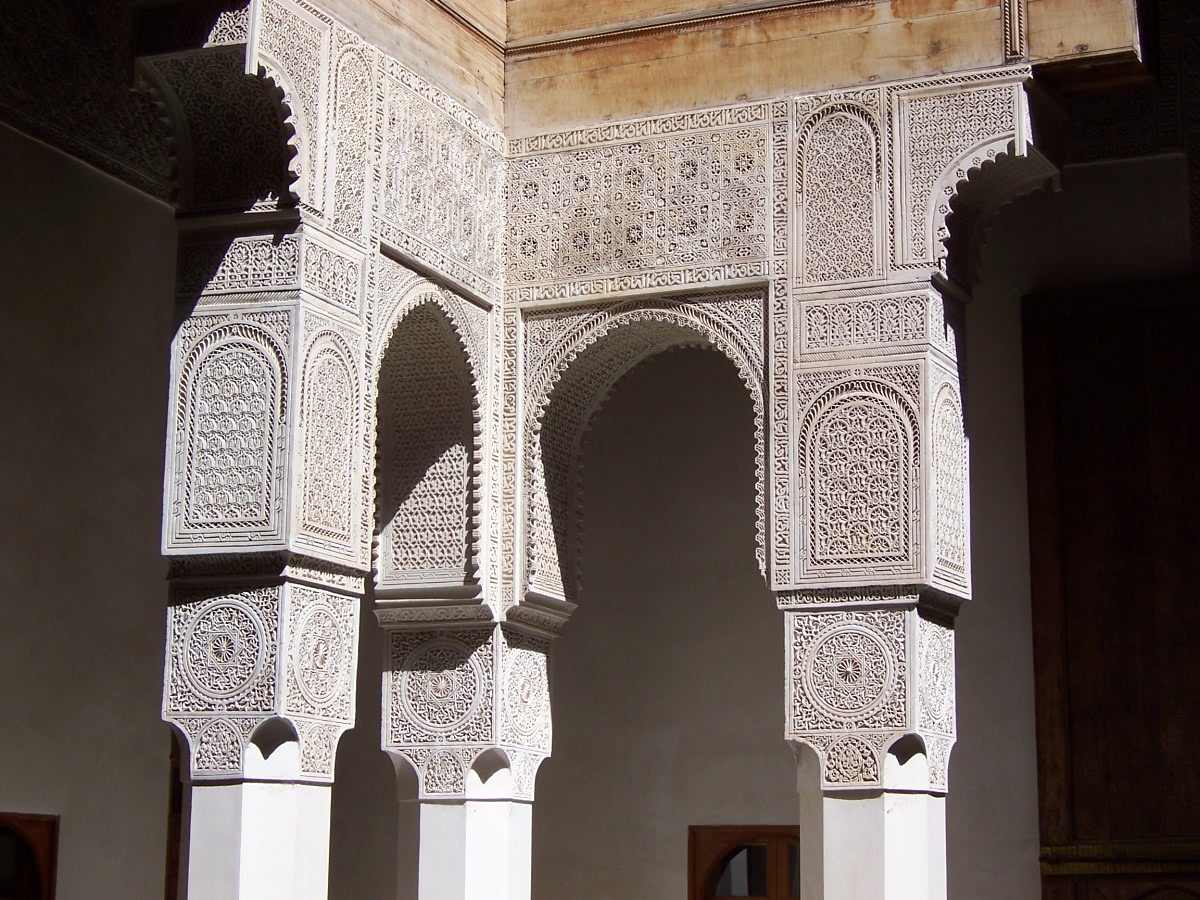
Estuque esculpido

A entrada principal dá acesso a um grande pátio central com chão de mármore para o qual se abrem, nos lados esquerdo e direito, salas mais pequenas, destinadas às aulas e cobertas com abóbadas de madeira. No lado oposto à entrada principal encontra-se a entrada para o abdesto (casa de abluções), onde os fiéis lavam os pés, mãos e face antes das orações. Ao fundo do pátio  situa-se uma sala de oração composta de duas naves paralelas à quibla. Tem um único mirabe, que sobressai da parede, e quatro colunas de ónix, que é coberta com duas abóbadas de madeira. No piso superior, em volta do complexo principal encontram-se as celas dos estudantes, acessíveis a partir do vestíbulo da entrada através de corredores estreitos.[carece de fontes?]
Como em todas as construções merínidas, a decoração é particularmente rica e fina no pátio e no resto do piso térreo e apresenta a característica transposição realizada pelos merínidas dos materiais e técnicas usadas nos palácios nacéridas de Granada para um contexto religioso. Apesar dessa semelhança visual óbvia com os modelos granadinos, a extrema delicadeza e abundância das decorações e o seu contexto religioso são próprios da arquitetura merínida. Foram usados principalmente três materiais: estuque, trabalhado em muqarnas, que ornamenta os arcos e nichos; a madeira esculpida com motivos complexos de estrelas ou a formarem um cornija imponente; e os azulejos nos lambris.[carece de fontes?]
As paredes do pátio estão completamente cobertas com dados de azulejo, madeira esculpida e painéis de estuque esculpido. O pátio é separado dos corredores com arcadas que dão acesso aos alojamentos dos estudantes através de anteparos de mashrabiyya (grelhas finamente esculpidas) em madeira. Esta sumptuosidade ornamental contrasta com a austeridade espartana dos alojamentos dos estudantes, algo que é comum a todas as madraças merínidas. A riqueza ornamental do pátio explica-se por este ser o espaço mais público no interior do edifício, onde seria mais visível para todos a generosidade do seu fundador.
O minarete situa-se numa das extremidades da fachada. Junto a ele encontra-se o Dar al-Magana ("casa do relógio" em árabe), uma casa onde se conserva um exemplar excecional e muito complexo duma clepsidra (relógio de água), que permitia saber com precisão as horas das orações nas mesquitas de Fez. Foi construída durante o reinado de Abuçaíde Otomão II (r. 1310–1331) e restaurado por Abu Inane Faris.[carece de fontes?]
Como a generalidade das madraças de Fez, ao longo do tempo a a Bu Inania serviu para outras funções além do seu papel principal de instituição de ensino, nomeadamente como local onde se realizavam cerimónias oficiais e mesquita do bairro onde se situa. Tinha também atividades de apoio social e mantinha hospedarias (função que por vezes era cumprida pela própria madraça) e waqfs (propriedades cujo rendimento era usado no financiamento e manutenção da madraça), nomeadamente lojas.